# برشاوشان زاحف
برشاوشان زاحف (الاسم العلمي:Adiantum reptans) هو نوع من النباتات يتبع جنس البرشاوشان من الفصيلة الديشارية.